# Angus MacGyver
Angus MacGyver (znany też jako Mac lub po prostu MacGyver) – fikcyjny bohater z amerykańskiego serialu telewizyjnego MacGyver, słynący z niekonwencjonalnego wykorzystania przedmiotów codziennego użytku do rozwiązywania różnych problemów. Grany przez Richarda Deana Andersona.

## Życiorys
Urodził się 23 marca 1951 roku w Mission City w stanie Minnesota. Kiedy w wieku dziesięciu lat stracił w wypadku samochodowym ojca i babcię, jego wychowaniem zajęła się matka, której pomagał dziadek Maca, Harry Jackson. Z powodzeniem zastępował mu ojca, do czasu gdy w 1967 r. wyjechał do pracy na Alaskę. Po powrocie osiadł w Minnesocie i zajął się rolnictwem. Także w wieku dziesięciu lat MacGyver otrzymał swój pierwszy zestaw chemiczny. W wieku około dwunastu lat doznał traumatycznych przeżyć po tym, jak jego przyjaciel Jesse zginął od przypadkowo nabitej broni. Od tego czasu stał się jej przeciwnikiem.
Już jako dziecko był aktywnym hokeistą i grał w miejscowej lidze. W późniejszym wieku ta pasja spowodowała, że został nawet trenerem jednej z drużyn. Sam jest kibicem Calgary Flames.
Po szkole średniej rozpoczął studia na Western Tech, które ukończył w 1973 r. Zdobył wówczas tytuł licencjacki z chemii i fizyki. Wtedy także poznał doktora Juliana Rymana, który posiadał niezwykłą umiejętność naprawiania różnych rzeczy niekonwencjonalnymi sposobami. Ta znajomość wywarła na niego bardzo duży wpływ. Po skończeniu studiów otrzymał ofertę pracy w miejscowej elektrowni atomowej, jednak ją odrzucił i przez krótki czas pełnił służbę wojskową w Wietnamie. Po powrocie do kraju z powodzeniem rozpoczął karierę kierowcy wyścigowego, ale wypadek na torze ją przekreślił. Przeprowadził się wówczas do Los Angeles, gdzie imał się różnych prac, m.in. pracował jako taksówkarz. Wtedy to przypadkowo poznał Petera Thorntona – agenta pracującego w Wydziale Usług Zewnętrznych (DXS), który ścigał międzynarodowego zabójcę Murdoca. Kiedy wpadli w jego pułapkę, a MacGyver przy pomocy spinacza, sznurowadeł i klucza francuskiego uratował im życie, Thornton będący pod wrażeniem jego umiejętności zaproponował mu pracę w DXS. W 1986 roku Peter otrzymał stanowisko dyrektora operacyjnego w Fundacji Phoenix, do której ściągnął również Maca. Tam pełnił on funkcję „mediatora”, który wysyłany był w różne części świata i USA i miał za zadanie pomagać w rozwiązywaniu złożonych problemów.
Kilka lat później, na atak serca zmarł Harry Jackson, którego MacGyver uważał za ostatnią bliską osobę. W finale ostatniego sezonu okazało się jednak, że ma on syna, Seana „Sama” Angusa Malloya, o którym istnieniu wcześniej nie wiedział, a z którego matką Kate Malloy, spotykał się po skończeniu studiów. Po tym wydarzeniu postanowił w 1992 r. ostatecznie odejść z Fundacji Phoenix. Nie wiadomo dokładnie czym się potem zajmował, jednak z dwóch filmów telewizyjnych wynika, że nadal podróżował po świecie i rozwiązywał różne zagadki.

## Osobowość
MacGyver został obdarzony bogatym asortymentem cech osobowości, umiejętności i preferencji, które czynią z niego wyjątkowego człowieka. Jako otwarty przeciwnik używania broni palnej, upatruje w Fundacji Phoenix alternatywę wobec działań rządu, który zwykle przemocą nagina prawo. Z kolei sam, jeśli konstruuje improwizowane urządzenia do walki ze swoimi przeciwnikami, robi to w samoobronie. Jego upór i improwizatorska natura sprawiają, że bardzo trudno udaremnić jego plany. Nawet jego najgroźniejszy przeciwnik Murdoc dostrzegł, że tak ciężko go pokonać, gdyż nikt nie wie co zrobi, nawet on sam. W przeciwieństwie do wielu innych bohaterów MacGyver otwarcie okazuje też strach w niebezpiecznych sytuacjach i ból po walce.
W wolnych chwilach często udziela się społecznie np. prowadząc badania słuchu w szkole dla niesłyszących, czy zabierając na górską wycieczkę grupę młodzieży z ośrodka poprawczego.
W różnym stopniu zaawansowania potrafi rozmawiać po rosyjsku, niemiecku, francusku i włosku. Wie również jak używać międzynarodowego kodu sygnałowego i alfabetu Morse’a. Lubi aktywnie spędzać czas poza domem np. łowiąc ryby, jeżdżąc na nartach, wędrując po lasach, czy wspinając się po górach, pomimo lęku wysokości. Inne jego hobby to hokej, wyścigi samochodowe, malowanie obrazów i gra na gitarze, na której grał już jako dziecko.
Jego cechą rozpoznawczą jest charakterystyczna fryzura na czeskiego piłkarza (czasem lekko wyżelowana). Zawsze nosi przy sobie również scyzoryk armii szwajcarskiej i rolkę taśmy klejącej. Wiele innych narzędzi wozi w skrzynce umieszczonej w swoim Jeepie.